# Dancing with Dandelions
Dancing with Dandelions (tạm dịch: Khiêu vũ với Bồ công anh) hay còn có tên gọi khác là One O'clock Wish (tạm dịch: Điều ước lúc một giờ) là một tác phẩm điêu khắc do Robin Wight, một nghệ sĩ đến từ Staffordshire tạo ra, trong đó mô tả một tiên nữ đang cầm chặt bông hoa bồ công anh đương đầu với cơn gió mạnh. Bên cạnh tác phẩm ban đầu, Wright còn tạo ra một loạt các tác phẩm điêu khắc tương tự bằng sợi thép không gỉ, với hình ảnh biểu tượng là các nàng tiên và hoa bồ công anh.

## Lịch sử

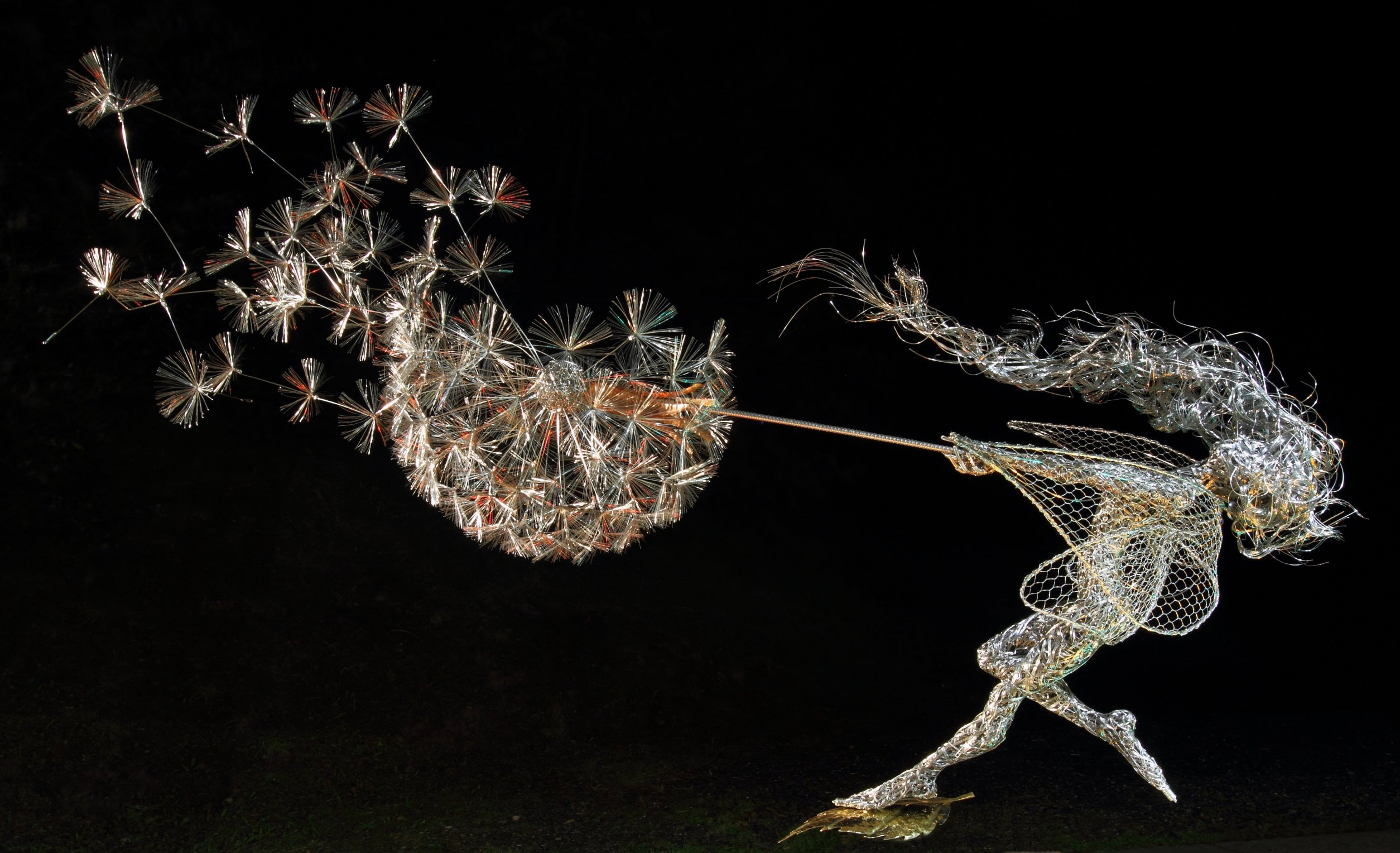
Phiên bản ban đêm của Dancing with Dandelions

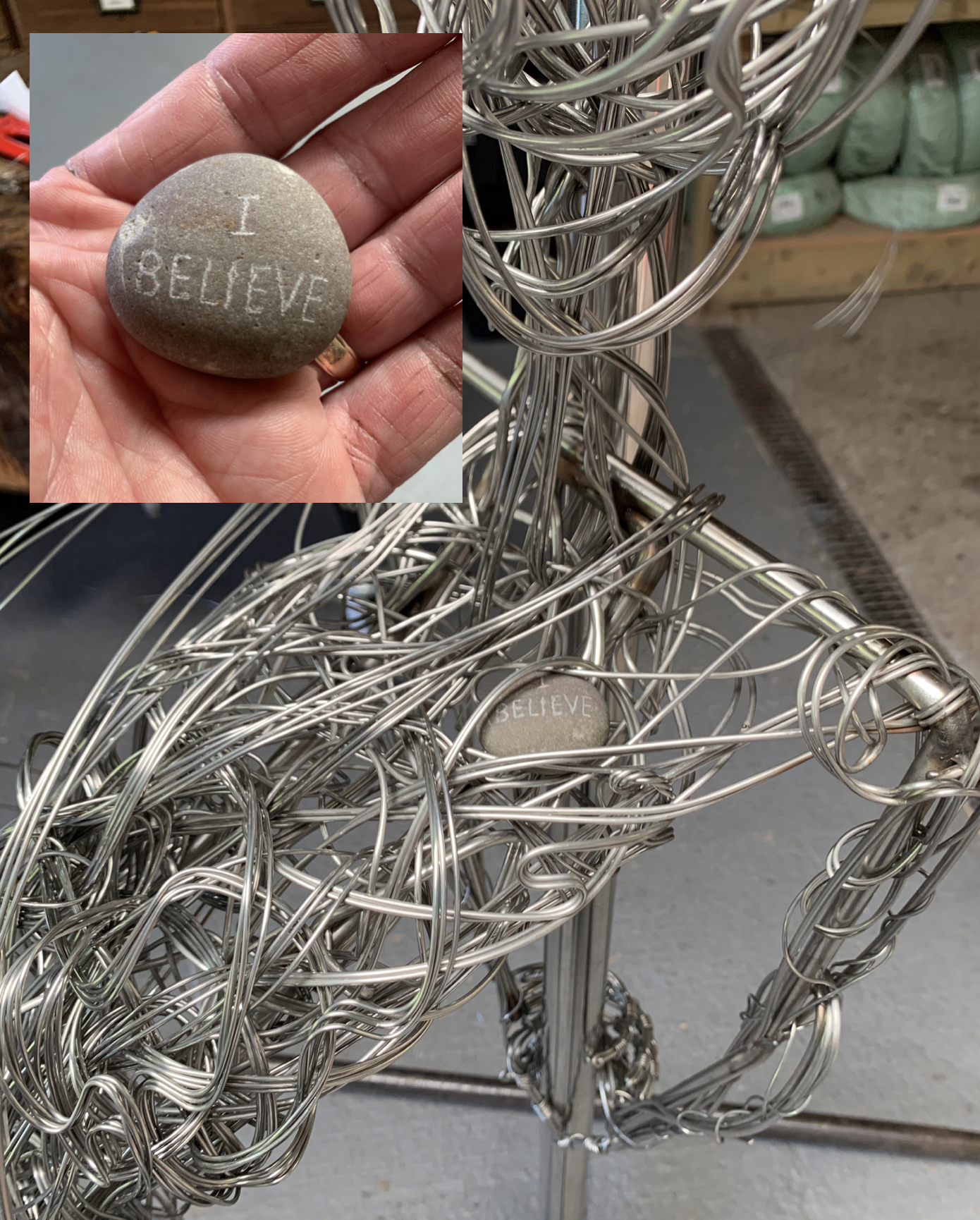
Hình ảnh trái tim bằng đá bên trong một tác phẩm điêu khắc Dancing with Dandelions

Robin Wight đã tạo ra bốn tác phẩm điêu khắc Dancing with Dandelions và ông gọi chúng là "One O'clock Wish". Theo Wight, đây là tác phẩm tiêu biểu trong sự nghiệp của ông và cũng là tác phẩm điêu khắc được người hâm mộ yêu cầu ông thực hiện nhiều nhất. Một đoạn video dài 20 giây mang tên Living the Dream, mô tả về tác phẩm điêu khắc này đã trở nên nổi tiếng sau khi được đăng tải vào năm 2014.
Các tác phẩm điêu khắc của Wight lấy đề tài các nàng tiên và hoa bồ công anh. Năm 2011, ông mở hãng điêu khắc mang tên Fantasywire. Trong quá trình kinh doanh của mình, Wright bắt đầu sáng tạo ra những tác phẩm điêu khắc làm từ các sợi kim loại. Sau đó, ông đem vài tác phẩm điêu khắc của mình đặt trên con đường mòn ở quê nhà Stoke-on-Trent, Anh. Sau khi một nhà quản lý tiếp thị từ địa điểm du lịch Trentham Gardens ở Stoke-on-Trent phát hiện ra những tác phẩm của Wright, họ đã đặt hàng và mua lại một số tác phẩm điêu khắc của ông. Sau đó, họ dùng các tác phẩm điêu khắc để tạo ra một buổi triển lãm ngoài trời mang tên "Fairy Trail" (con đường tiên nữ) ngay tại khuôn viên để trưng bày tác phẩm điêu khắc Dancing with Dandelions. Vào năm 2014, một bức ảnh do du khách chụp lại, mô tả một trong những tác phẩm điêu khắc của Wright được chia sẻ lên mạng, khiến cho trang Facebook của hãng Fantasywire tăng lên 440.000 người theo dõi.
Tác phẩm điêu khắc ban đầu của ông, Dancing with Dandelions (Wight gọi nó là One O'clock Wish) là tác phẩm điêu khắc nổi tiếng nhất trong sự nghiệp của nghệ sĩ điêu khắc này.

## Thiết kế
Trong các tác phẩm mà Wight xây dựng, hình tượng tiên nữ được mô tả là những sinh vật có cánh, với cơ thể uốn cong, tay giữ chặt bông hoa bồ công anh trước cơn gió mạnh đang cuồn cuộn thổi. Các tác phẩm của ông được tạo nên từ các sợi thép không gỉ. Ban đầu, tác phẩm sẽ được định hình với bộ khung dày bằng thép, sau đó là các sợi dây thép có kích cỡ khác nhau được lồng vào nhằm tạo ra vẻ ngoài như thật. Mỗi nàng tiên đều có hệ thống "cơ và xương rất thực tế" hợp thành từ các sợi thép không gỉ. Chưa hết, Wight còn dùng một viên đá nhỏ, đặt bên trong mỗi tác phẩm điêu khắc tượng trưng cho quả tim. Thỉnh thoảng, nghệ sĩ này còn khắc lên trên "quả tim" đó một thông điệp do ông tự viết.

## Tiếp nhận
Trong danh sách "10 tác phẩm điêu khắc tuyệt đẹp từ khắp mọi nơi trên thế giới" do Pulse Nigeria công bố năm 2016, Dancing with Dandelions xếp ở vị trí thứ 9. Một năm sau, Bored Panda xếp tác phẩm ở vị trí thứ 2 trong danh sách "42 tác phẩm điêu khắc kỳ thú nhất thế giới".